# جورج غوردون (لاعب كركيت)
جورج غوردون (بالإنجليزية: George Gordon, 9th Marquess of Huntly)‏ (و. 1761 – 1853 م) هو لاعب كركيت إسكتلندي، توفي عن عمر يناهز 92 عاماً.

## التعليم
تعلم في كلية إيتون.

## الخدمة العسكرية
خدم في الجيش البريطاني.